# Rhopalopsole hamata
Rhopalopsole hamata is een steenvlieg uit de familie naaldsteenvliegen (Leuctridae). De wetenschappelijke naam van de soort is voor het eerst geldig gepubliceerd in 1995 door Yang & Yang.